# Perissomerus dasytes
Perissomerus dasytes är en skalbaggsart som beskrevs av Martins 1968. Perissomerus dasytes ingår i släktet Perissomerus och familjen långhorningar. Inga underarter finns listade i Catalogue of Life.